# Caryanda spuria
Caryanda spuria är en insektsart som först beskrevs av Carl Stål 1861.  Caryanda spuria ingår i släktet Caryanda och familjen gräshoppor. Inga underarter finns listade i Catalogue of Life.

## Bildgalleri

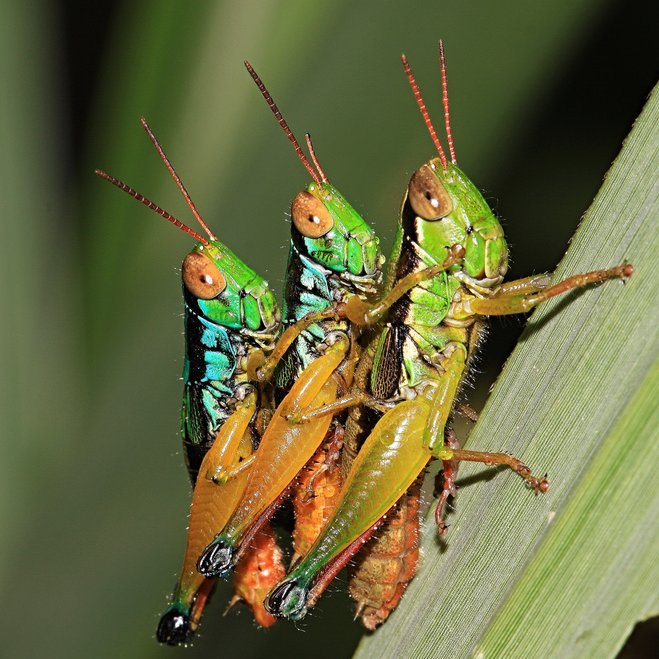
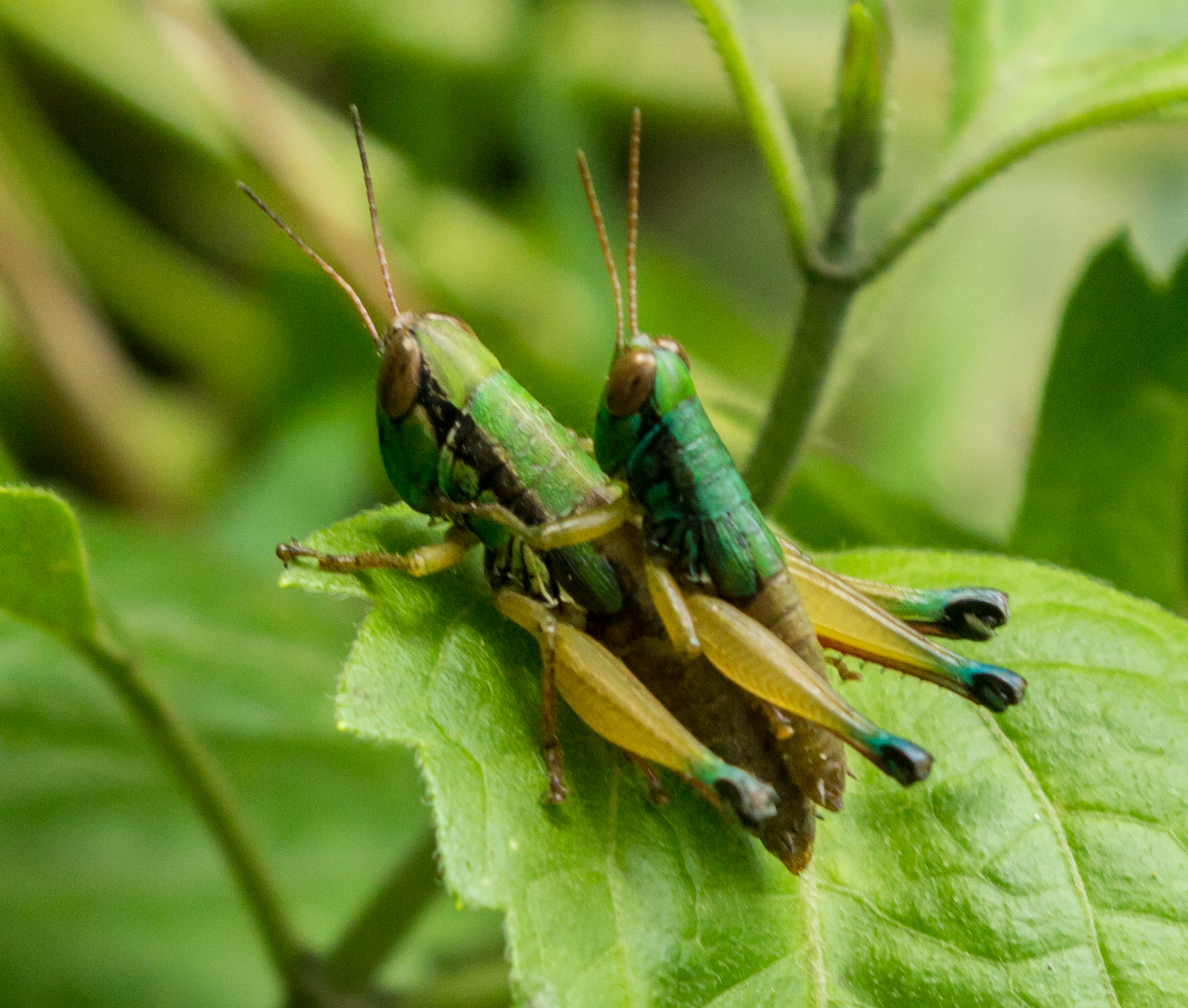
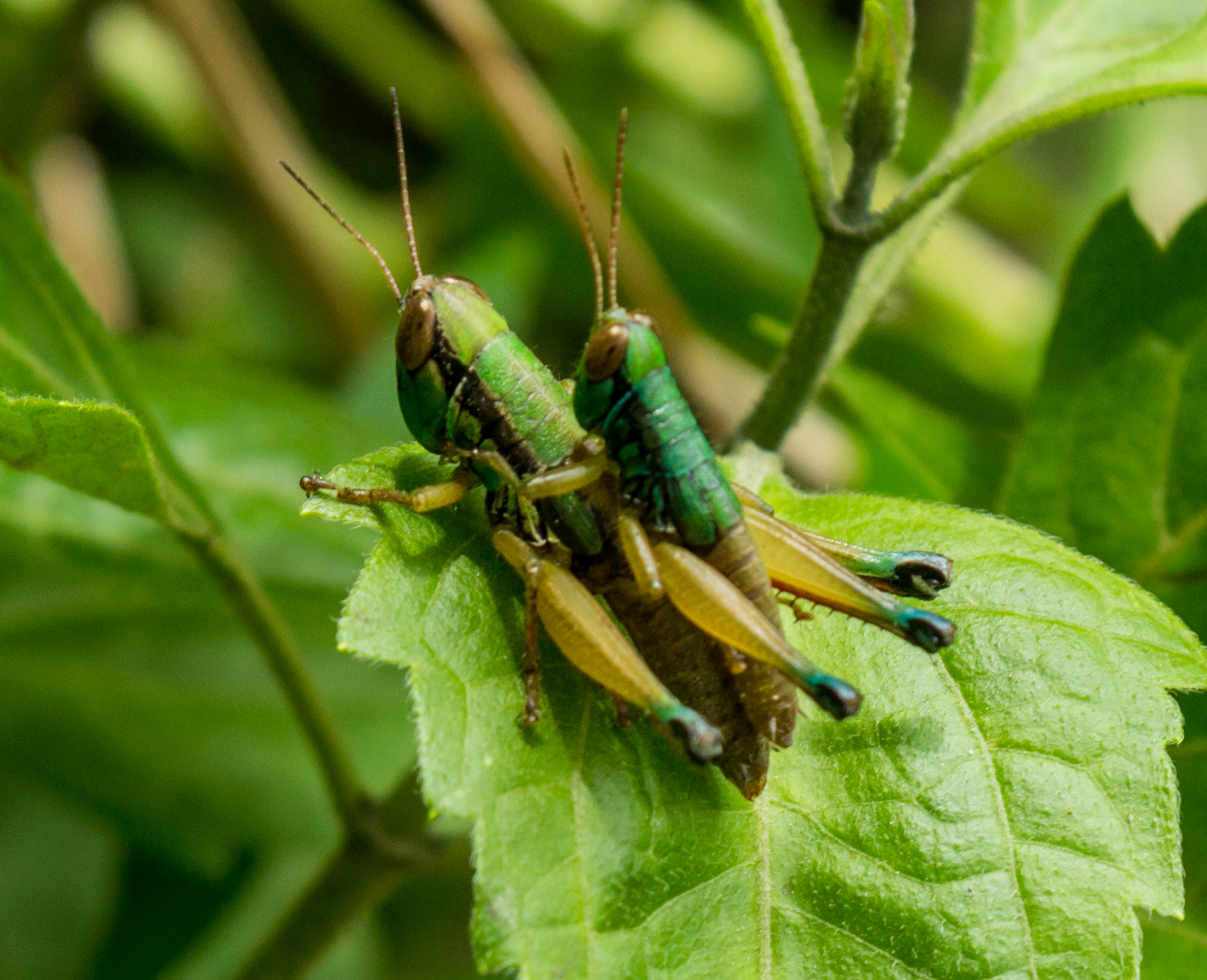
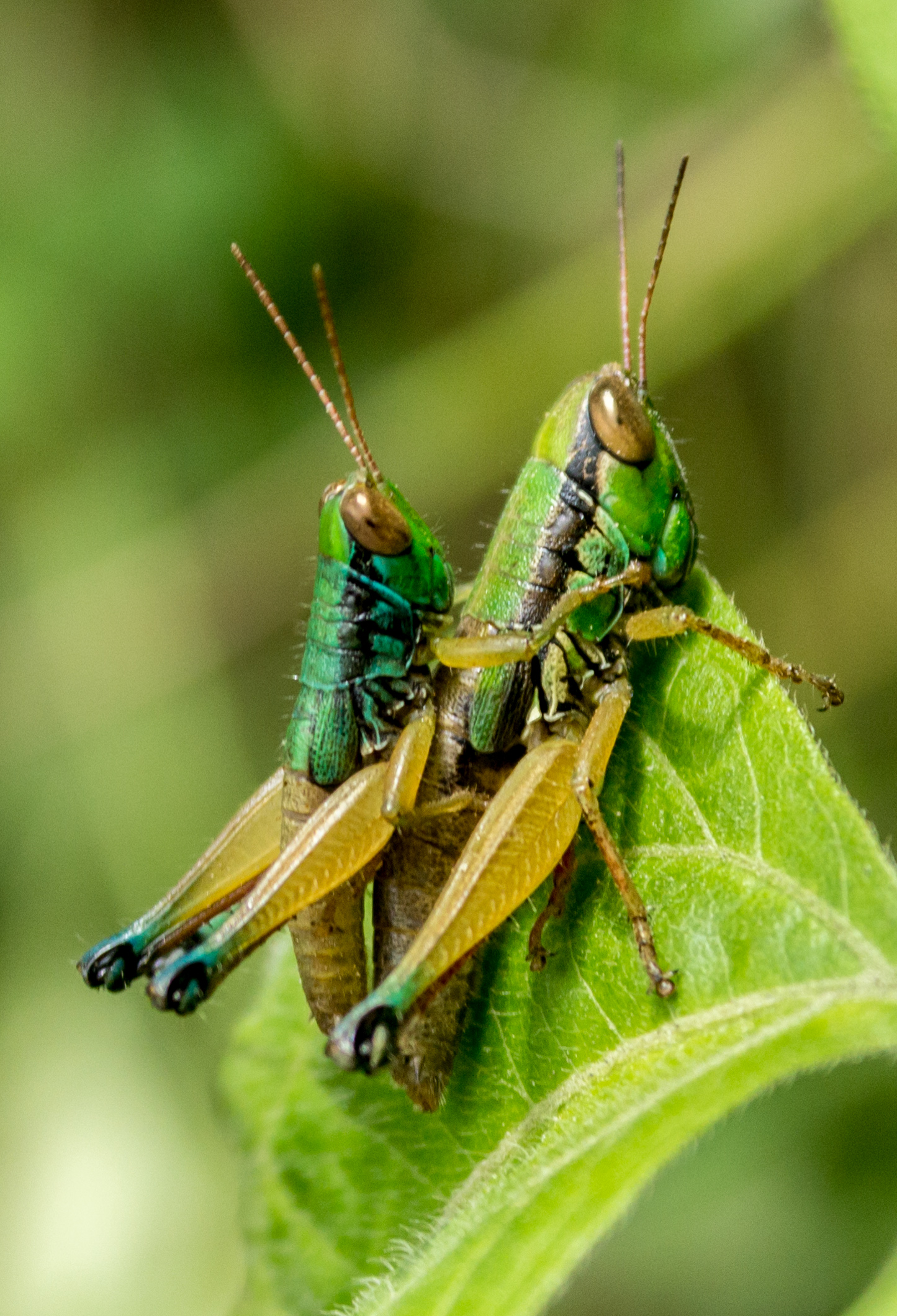
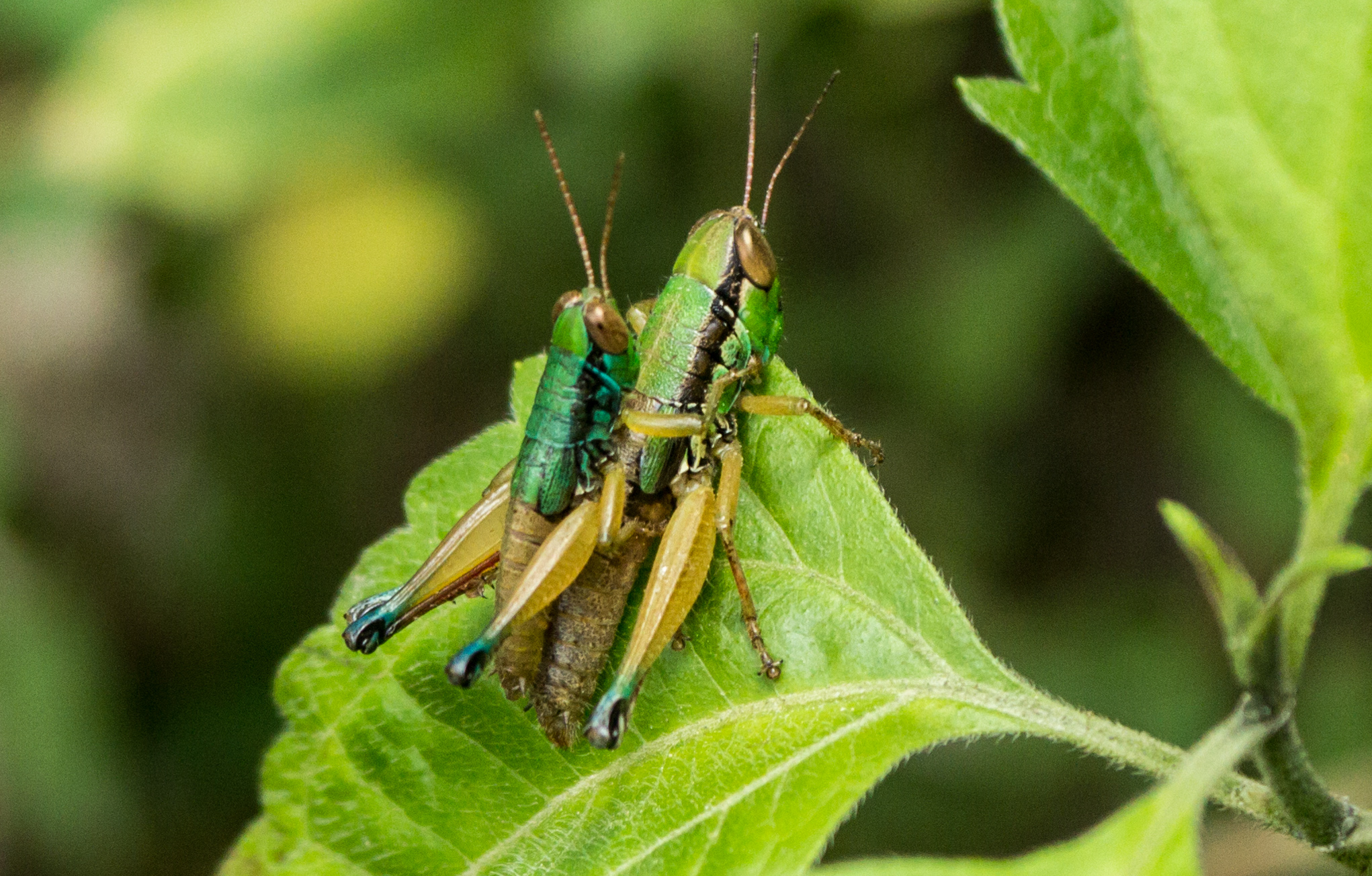